# Bělý

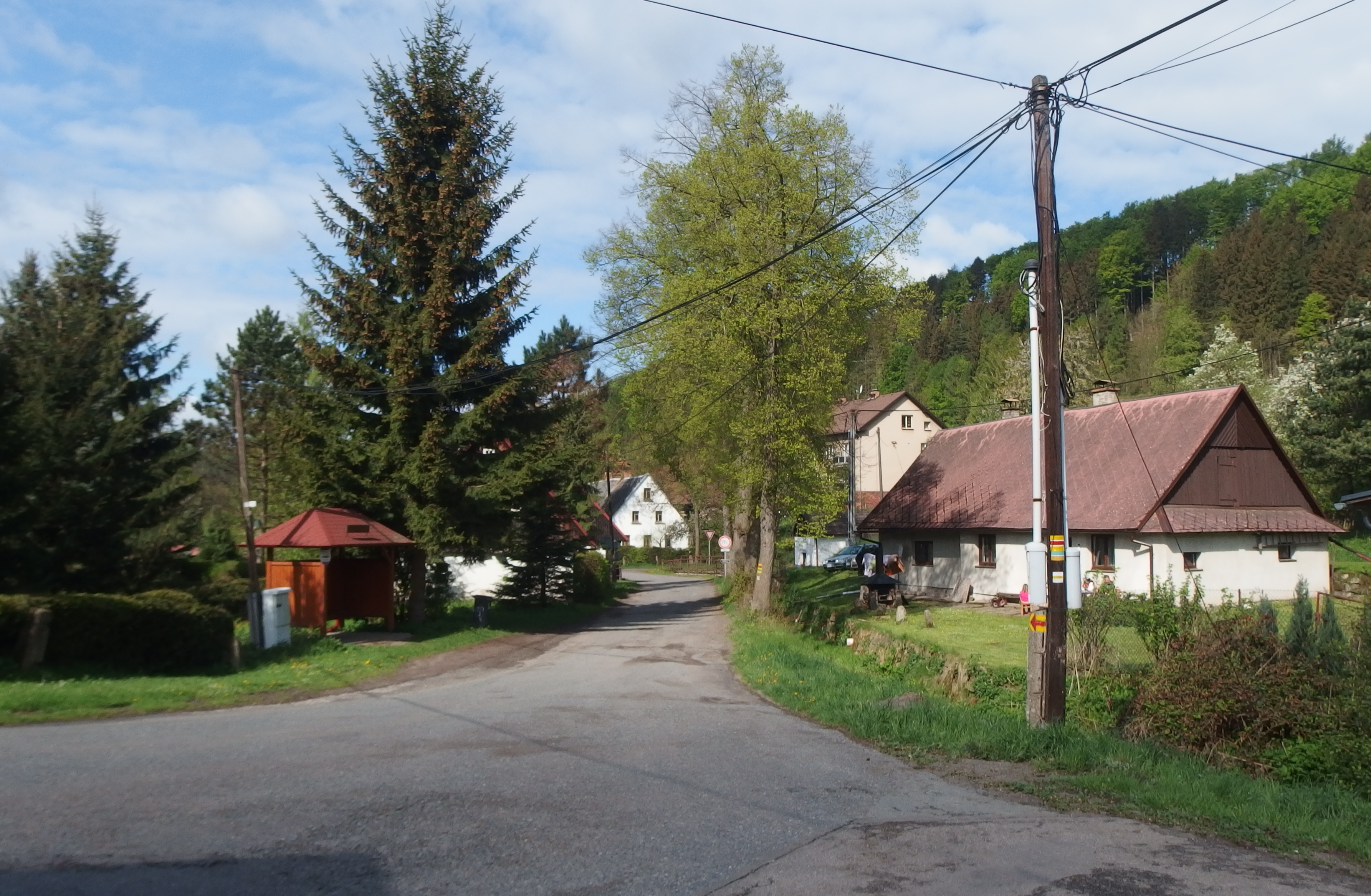
Abzweig nach Machov

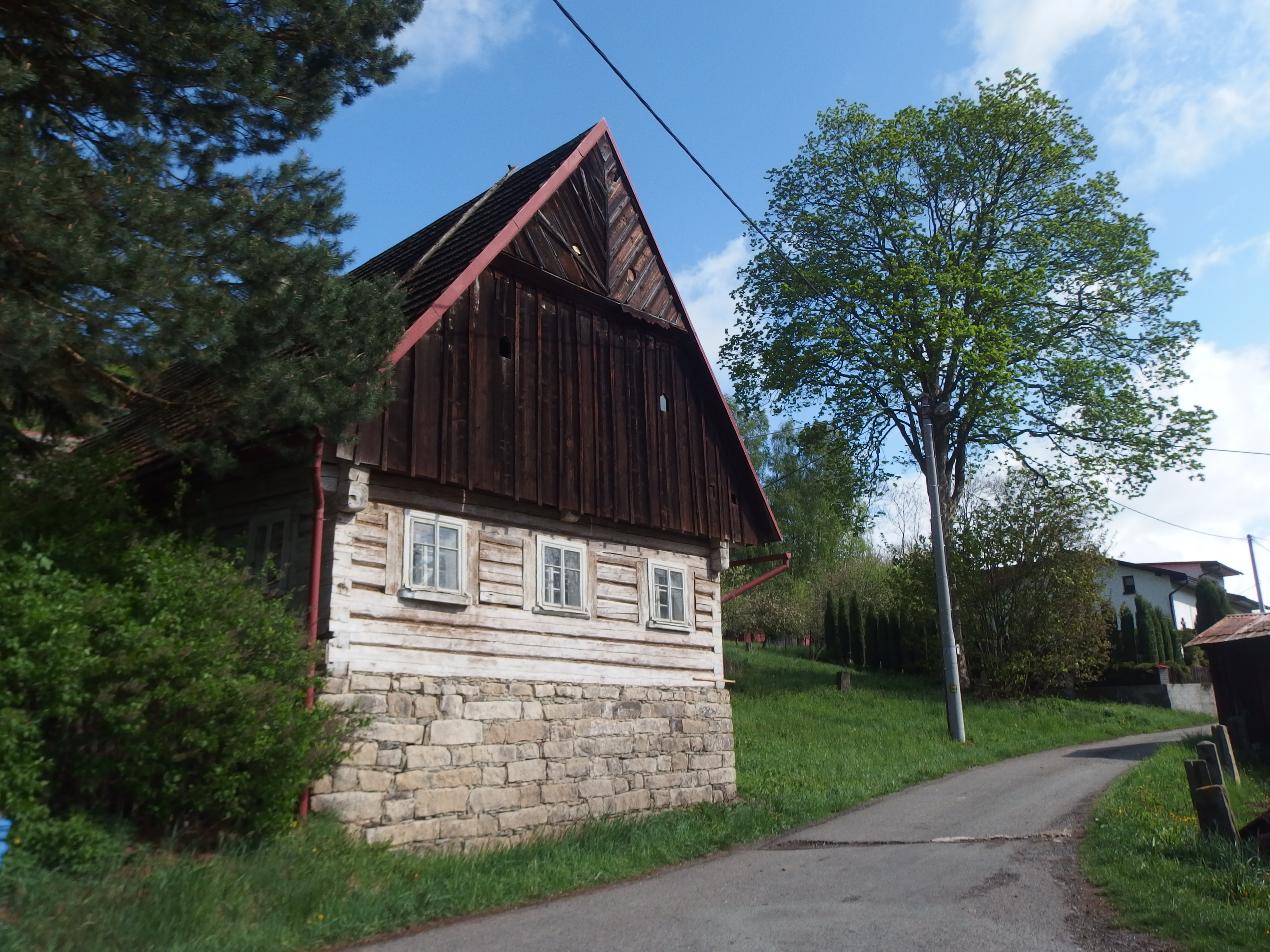
Haus Nr. 37

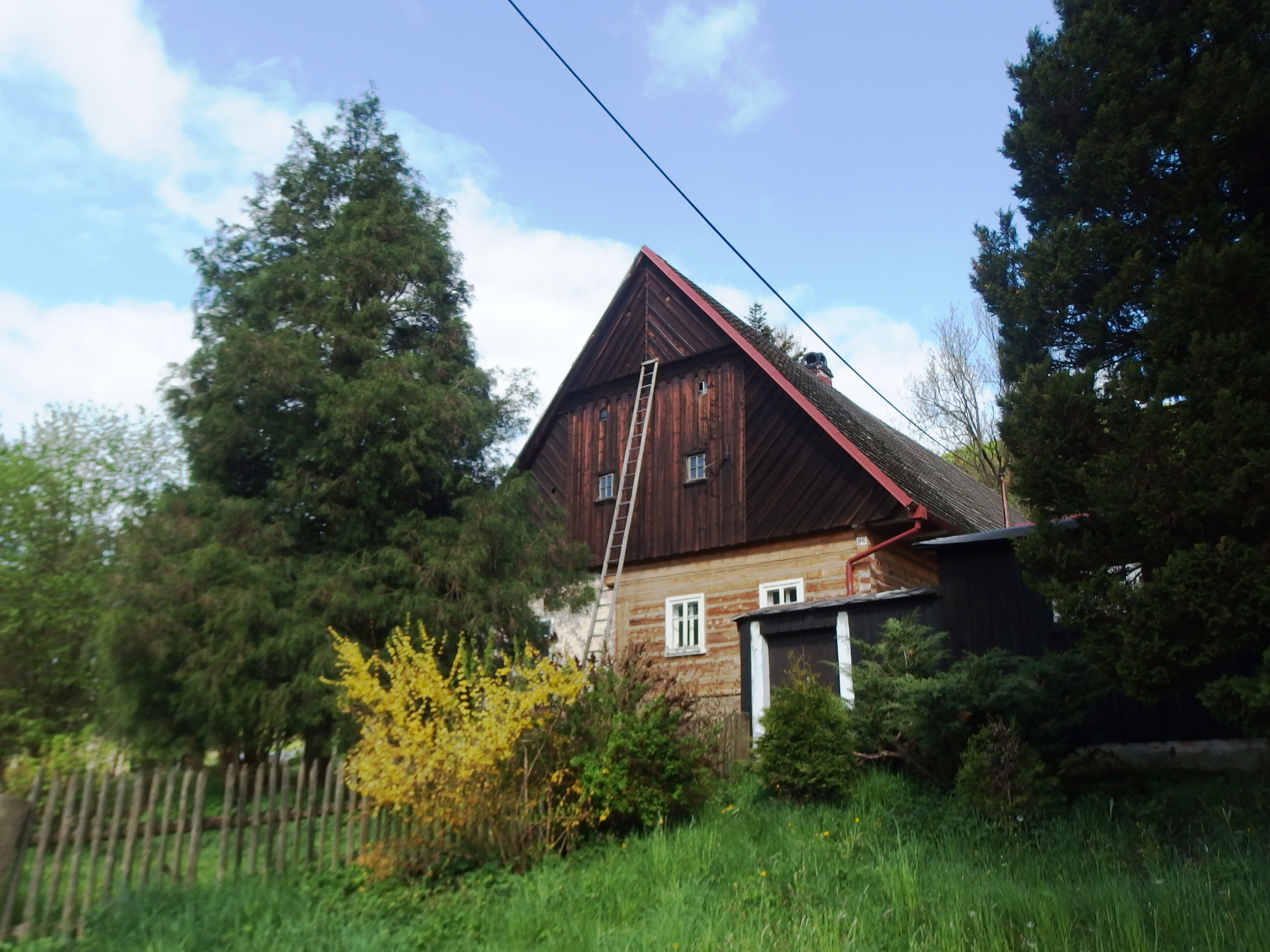
Haus Nr. 36

Bělý (deutsch Bieley, auch Bielay) ist ein Ortsteil der Minderstadt Machov in Tschechien. Er liegt vier Kilometer südöstlich von Police nad Metují und gehört zum Okres Náchod.

## Geographie
Bělý erstreckt sich südlich des Falkengebirges (Broumovské stěny) im Tal des Baches Třeslice. Nördlich erhebt sich der Chlum (606 m n.m.), im Nordosten die Velká kupa (Große Koppe, 708 m n.m.), östlich der Prostřední vrch (Mittelberg) und der Signál (711 m n.m.), im Süden der Machovský Šefel (597 m n.m.) sowie südwestlich der Na Příčkách (554 m n.m.).
Nachbarorte sind Velká Ledhuje und Suchý Důl (Dörrengrund) im Norden, Slavný (Klein Labnay) und Martínkovice (Märzdorf) im Nordosten, U Veverky, Božanov (Barzdorf), Červená Hora und Studená Voda im Osten, Řeřišný (Brunnkress) und Machovská Lhota (Lhota Möhlten) im Südosten, Machov (Machau) im Süden, Nízká Srbská (Niedersichel) im Südwesten, Bezděkov nad Metují (Bösig an der Mettau) und Velké Petrovice im Westen sowie Radešov (Radeschau), Police nad Metují und Malá Ledhuje im Nordwesten.

## Geschichte
Das Dorf wurde in der Mitte des 13. Jahrhunderts auf dem Gebiet des Politzer Sprengels durch das Stift Břevnov gegründet. Der Überlieferung nach soll das erste Gehöft der Weiße Hof (Bílý dvůr) gewesen sein, nach dem dann das Dorf benannt wurde. Bělý gehörte über Jahrhunderte zur Stiftsherrschaft Braunau und unterstand der Propstei Politz. Die Bevölkerung war tschechischsprachig, über das Falkengebirge verlief die Sprachgrenze zum deutschsprachigen Braunauer Ländchen. Die Lage des Dorfes an einem alten Weg in die Grafschaft Glatz brachte zu Kriegszeiten auch verschiedene Truppendurchzüge und Plünderungen mit sich. Während des Siebenjährigen Krieges wurde 1761 in Bělý ein Militärspital eingerichtet und im Gemeindewald ein Soldatenfriedhof angelegt. Nach der Aufhebung der Propstei Politz durch Kaiser Joseph II. im Jahre 1775 wurde daraus die Stiftsherrschaft Politz gebildet; unter der Bedingung der Zahlung einer jährlichen Pauschale von den Einkünften an den Religionsfonds verblieb sie im Besitz der Doppelabtei Braunau-Breunau. Der als Bauerngeneral berühmt gewordene Karel Dostál, Besitzer des Hofes Nr. 30, gehörte zu den herausragenden Persönlichkeiten des Bauernaufstandes von 1775 in Nordostböhmen.
Im Jahre 1836 bestand das im Königgrätzer Kreis gelegene Dorf Bielay bzw. Běly aus 61 Häusern, in denen 409 Personen lebten. Im Ort gab es ein Jägerhaus und ein Wirtshaus. Nach Bielay inskribiert waren die drei böhmischen Häuser des Grenzörtchens Brunnkreß. Pfarr- und Schulort war Politz. Bis zur Mitte des 19. Jahrhunderts blieb das Dorf der Stiftsherrschaft Politz untertänig.
Nach der Aufhebung der Patrimonialherrschaften bildete Bílé/Bieley mit den Ortsteilen Slavné/Klein Labnay und Řeřišný/Brunnkreß eine Gemeinde im Gerichtsbezirk Politz. Im Jahre 1868 wurde Bílé dem Bezirk Braunau zugeordnet. 1877 wurde im Ort eine Schule eingerichtet; der erste Schulleiter war der Vater des Malers Jindřich Sitte. Die Freiwillige Feuerwehr wurde 1883 gegründet. Zu dieser Zeit lebten in Bílé – ohne die Ortsteile – 642 Personen. In dem Dorf gab es drei Wirtshäuser, vier Läden, einen Bäcker und einen Fleischer. Ein Großteil der Bewohner arbeitete als Holzfäller, Steinmetzen oder Weber. Seit dem Ende des 19. Jahrhunderts wurde der Ort Bělé genannt. Im Oberdorf brannten in den Jahren 1890, 1895 und 1896 insgesamt 38 Wohnhäuser und Scheunen nieder. 1891 erkrankten in Bělé 144 Einwohner an Typhus, wovon vier verstarben. Die geringe Zahl der Opfer wird der Heilkraft der Quelle beim Haus Nr. 41 zugeschrieben. 1917 löste sich der Ortsteil Slavný los und bildete eine eigene Gemeinde. Auf Anordnung der Linguistischen Kommission in Prag wurde 1920 der tschechische Ortsname Bělé in Bělý abgeändert.
In Folge des Vertrags zwischen dem Deutschen Reich und der Tschechoslowakei über Grenzwasserläufe und Gebietsaustausch an der preußischen Strecke der Staatsgrenze aus dem Jahre 1930 wurde der Brunnkresser Zipfel (Černý důl) an die Tschechoslowakei abgetreten; das Gemeindegebiet vergrößerte sich damit um ca. 15 ha einschließlich der beiden Gehöfte der deutschen Kolonie Brunnkress. Nach dem Münchner Abkommen verblieb Bělý/Bieley bei der „Resttschechei“ und wurde dem Okres Náchod zugeordnet. Das Dorf war bis 1945 Grenzort zum Deutschen Reich, die Reichsgrenze verlief östlich von Bělý. Nach dem Ende des Zweiten Weltkrieges kam Bělý zum Okres Broumov zurück. 1957 erfolgte die Gründung der JZD. Im Zuge der Gebietsreform von 1960 erfolgte die Aufhebung des Okres Broumov, seitdem gehört das Dorf zum Okres Náchod; zugleich wurde Bělý nach Machov eingemeindet. Die Schule wurde 1966 wegen zu geringer Schülerzahl geschlossen. 1991 hatte Bělý 119 Einwohner. Im Jahre 2001 bestand das Dorf aus 85 Wohnhäusern, in denen 121 Menschen lebten.

## Ortsgliederung
Der Ortsteil Bělý bildet einen Katastralbezirk. Zu Bělý gehört die Grundsiedlungseinheit Řeřišný (Brunnkreß).

## Sehenswürdigkeiten
- Denkmalgeschützte Häuser Nr. 36 und 37, erbaut im 18. Jahrhundert
- Statue des Johannes von Nepomuk aus dem Jahre 1881
- Gedenkstein für die Gefallenen des Ersten Weltkrieges
- Machovský kříž in der Nähe des Grenzübergangs, aufgestellt 1859
- Felsschluchten Barklový rokle und Černá rokle sowie Felslabyrinth (Bludiště) im Falkengebirge

## Persönlichkeiten

### Söhne und Töchter des Ortes
- Jindřich Sitte (1888–1951), Pädagoge und Landschaftsmaler

### Im Ort lebten und wirkten
- Karel Dostál (1750–1813), * in Machovská Lhota; der Bauerngeneral lebte von 1770 bis 1813 in Bělý